# WrestleMania 38
WrestleMania 38 è stata la trentottesima edizione dell'omonimo pay-per-view di wrestling prodotto dalla WWE. L'evento si è svolto il 2 e 3 aprile 2022 all'AT&T Stadium di Arlington in Texas ed è stato trasmesso in diretta su Peacock negli Stati Uniti e sul WWE Network nel resto del mondo.
Questa è stata la quarta edizione di WrestleMania che si è tenuta nello stato del Texas (dopo X-Seven, 25 e 32) e il secondo all'AT&T Stadium dopo WrestleMania 32 nel 2016 ed è stata anche la terza ad avere come main event Brock Lesnar vs Roman Reigns (dopo il WrestleMania 31 e 34). Il match, che la WWE ha definito come "The Biggest WrestleMania Match of All-Time", ha visto l'unificazione dei due titoli principali, il WWE Championship (detenuto da Lesnar) e lo Universal Championship (detenuto da Reigns).

## Storyline
Per molti anni Paul Heyman fu l'avvocato di Brock Lesnar. Dopo WrestleMania 36 quest'ultimo si prese una pausa dal wrestling e Heyman iniziò ad accompagnare Roman Reigns, che da lì a poco vinse lo Universal Championship. Al termine del match tra Reigns e John Cena a SummerSlam, fu sfidato dal rientrante Lesnar, sostenendo che Heyman era ancora alle sue dipendenze. Due mesi dopo a Crown Jewel, Reigns sconfisse Lesnar e mantenne il titolo grazie all'aiuto degli Usos. Successivamente fu ufficializzata la rivincita per Day 1, ma il tutto fu rinviato a causa della positività di Reigns al COVID-19. Poco dopo, il campione licenziò l'avvocato perché convinto che stesse complottando con Lesnar. Come free agent, Lesnar può lottare in entrambi i roster, pertanto fu aggiunto al match titolato di Day 1, dove vinse il WWE Championship. Nel successivo episodio di SmackDown, Lesnar, tornò ad allearsi con Heyman e sfidò Reigns ad un champion vs. champion per WrestleMania, ma questi rifiutò. A Royal Rumble, perse il titolo contro Bobby Lashley a causa dell'interferenza di Reigns e Paul Heyman, così Lesnar partecipò e vinse il royal rumble match e si guadagnò un match contro Reigns a WrestleMania. Viste le intenzioni di Lesnar (il champion vs. champion) fu aggiunto all'elimination chamber match dell'omonimo pay-per-view e vinse. Successivamente fu ufficializzato il match come un Winner takes all championship unification match.
Nell'episodio del 21 febbraio di Raw, Edge lanciò una open challenge per WrestleMania rivolta a tutti gli atleti e la settimana successiva fu AJ Styles a rispondere. Poco dopo, sul ring Edge dichiarò di essere felice, perché desiderava da tempo un match con lui, ma dopo avergli proposto una stretta di mano, lo colpì a tradimento e in seguitò affermò di averlo fatto per spronare il suo avversario e tirare fuori il meglio da lui.
Il 3 marzo 2022, il presidente e amministratore delegato della WWE Vince McMahon rilasciò una rara intervista allo show di Pat McAfee, in cui offrì al presentatore un match a WrestleMania. La sera successiva a Raw, Austin Theory (protetto di Vince McMahon da diversi mesi), schiaffeggiò McAfee e gli disse che sarebbe stato lui il suo avversario.
Completano la card il match valido per il WWE SmackDown Women's Championship tra la vincitrice del Women's royal rumble match Ronda Rousey e la campionessa Charlotte Flair, il match con in palio il WWE Raw Women's Championship tra Becky Lynch e Bianca Belair, il match per il WWE SmackDown Tag Team Championship tra gli Usos e Shinsuke Nakamura e Rick Boogs, il fatal four way tag team match tra Queen Zelina e Carmella, Sasha Banks e Naomi, Rhea Ripley e Liv Morgan e Natalya e Shayna Baszler per il WWE Women's Tag Team Championship, il triple threat tag team match per il WWE Raw Tag Team Championship tra i campioni RK-Bro, gli Street Profits e l'Alpha Academy, il match tra Drew McIntyre e Happy Corbin, il tag team match tra Rey e Dominik Mysterio e The Miz e la star di YouTube Logan Paul e l'anything goes match tra Sami Zayn e l'attore Johnny Knoxville.
Si svolse un'edizione speciale del KO Show condotto da Kevin Owens che ebbe come ospite Steve Austin, dove i due si confrontarono dopo le provocazioni del primo.

## Risultati

### Prima serata
| # | Match                                                       | Stipulazioni                                              | Durata |
| - | ----------------------------------------------------------- | --------------------------------------------------------- | ------ |
| 1 | Gli Usos (c) hanno sconfitto Shinsuke Nakamura e Rick Boogs | Tag team match per il WWE SmackDown Tag Team Championship | 6:55   |
| 2 | Drew McIntyre ha sconfitto Happy Corbin (con Madcap Moss)   | Single match                                              | 8:35   |
| 3 | The Miz e Logan Paul hanno sconfitto Rey e Dominik Mysterio | Tag team match                                            | 11:15  |
| 4 | Bianca Belair ha sconfitto Becky Lynch (c)                  | Single match per il WWE Raw Women's Championship          | 19:10  |
| 5 | Cody Rhodes ha sconfitto Seth Rollins                       | Single match                                              | 21:40  |
| 6 | Charlotte Flair (c) ha sconfitto Ronda Rousey               | Single match per il WWE SmackDown Women's Championship    | 18:30  |
| 7 | "Stone Cold" Steve Austin ha sconfitto Kevin Owens          | No holds barred match                                     | 13:55  |

### Seconda serata
| # | Match | Stipulazioni                                                           | Durata |
| - | --- | ---------------------------------------------------------------------- | ------ |
| 1 | Gli RK-Bro (c) hanno sconfitto gli Street Profits e l'Alpha Academy                                                  | Triple threat tag team match per il WWE Raw Tag Team Championship      | 11:30  |
| 2 | Bobby Lashley ha sconfitto Omos                                                                                      | Single match                                                           | 6:35   |
| 3 | Johnny Knoxville ha sconfitto Sami Zayn                                                                              | Anything goes match                                                    | 14:25  |
| 4 | Sasha Banks e Naomi hanno sconfitto Queen Zelina e Carmella (c), Rhea Ripley e Liv Morgan e Natalya e Shayna Baszler | Fatal four-way tag team match per il WWE Women's Tag Team Championship | 10:50  |
| 5 | Edge ha sconfitto AJ Styles                                                                                          | Single match                                                           | 24:05  |
| 6 | Sheamus e Ridge Holland (con Butch) hanno sconfitto il New Day                                                       | Tag team match                                                         | 1:40   |
| 7 | Pat McAfee ha sconfitto Austin Theory (con Mr. McMahon)                                                              | Single match                                                           | 9:40   |
| 8 | Mr. McMahon (con Austin Theory) ha sconfitto Pat McAfee                                                              | Single match                                                           | 3:45   |
| 9 | Roman Reigns (Universal Champion) (con Paul Heyman) ha sconfitto Brock Lesnar (WWE Champion)                         | Winner takes all championship unification match                        | 12:15  |